# Folke Frölén
Folke Frölén, född 25 februari 1908 i Eskilstuna, död 11 juni 2002 i Umeå, var en svensk ryttare.
Han blev olympisk guldmedaljör i Helsingfors 1952.